# Кіллін
Кіллін (англ. Killeen) — місто (англ. city) в США, в окрузі Белл у центрі штату Техас. Населення — 153 095 осіб (2020); агломерації Кіллін–Темпл–Форт-Кавазос — 379,231 тисяч осіб (2009 рік).
Кіллін межує з великою військовою базою Форт-Кавазос, яка є головним роботодавцем у місті.

## Географія

Кіллін розташований за координатами 31°4′40″ пн. ш. 97°43′55″ зх. д. / 31.07778° пн. ш. 97.73194° зх. д. (31.077669, -97.731952).  За даними Бюро перепису населення США в 2010 році місто мало площу 140,51 км², з яких 138,77 км² — суходіл та 1,74 км² — водойми.

### Клімат
| Клімат : Кіллін         | Клімат : Кіллін | Клімат : Кіллін | Клімат : Кіллін | Клімат : Кіллін | Клімат : Кіллін | Клімат : Кіллін | Клімат : Кіллін | Клімат : Кіллін | Клімат : Кіллін | Клімат : Кіллін | Клімат : Кіллін | Клімат : Кіллін | Клімат : Кіллін |
| Показник                | Січ.            | Лют.            | Бер.            | Квіт.           | Трав.           | Черв.           | Лип.            | Серп.           | Вер.            | Жовт.           | Лист.           | Груд.           | Рік             |
| Абсолютний максимум, °C | 31,1            | 34,4            | 35,6            | 36,7            | 37,8            | 41,7            | 42,8            | 41,7            | 44,4            | 38,9            | 32,8            | 27,8            | 44,4            |
| Середній максимум, °C   | 14,4            | 17,2            | 21,1            | 25,6            | 28,9            | 32,8            | 35,0            | 35,6            | 31,7            | 26,7            | 20,0            | 15,6            | 25,4            |
| Середній мінімум, °C    | 2,2             | 6,1             | 8,3             | 13,3            | 18,3            | 22,2            | 23,9            | 24,4            | 20,6            | 15,0            | 8,3             | 3,3             | 13,9            |
| Абсолютний мінімум, °C  | −15             | −16,7           | −7,2            | 0,0             | 6,7             | 10,6            | 12,8            | 13,3            | 5,6             | −4,4            | −7,2            | −18,9           | −18,9           |
| Норма опадів, мм        | 42              | 62              | 74              | 62              | 114             | 94              | 34              | 47              | 80              | 82              | 74              | 69              | 835             |
| ----------------------- | --------------- | --------------- | --------------- | --------------- | --------------- | --------------- | --------------- | --------------- | --------------- | --------------- | --------------- | --------------- | --------------- |
| Джерело: weather.com    |                 |                 |                 |                 |                 |                 |                 |                 |                 |                 |                 |                 |                 |

## Демографія

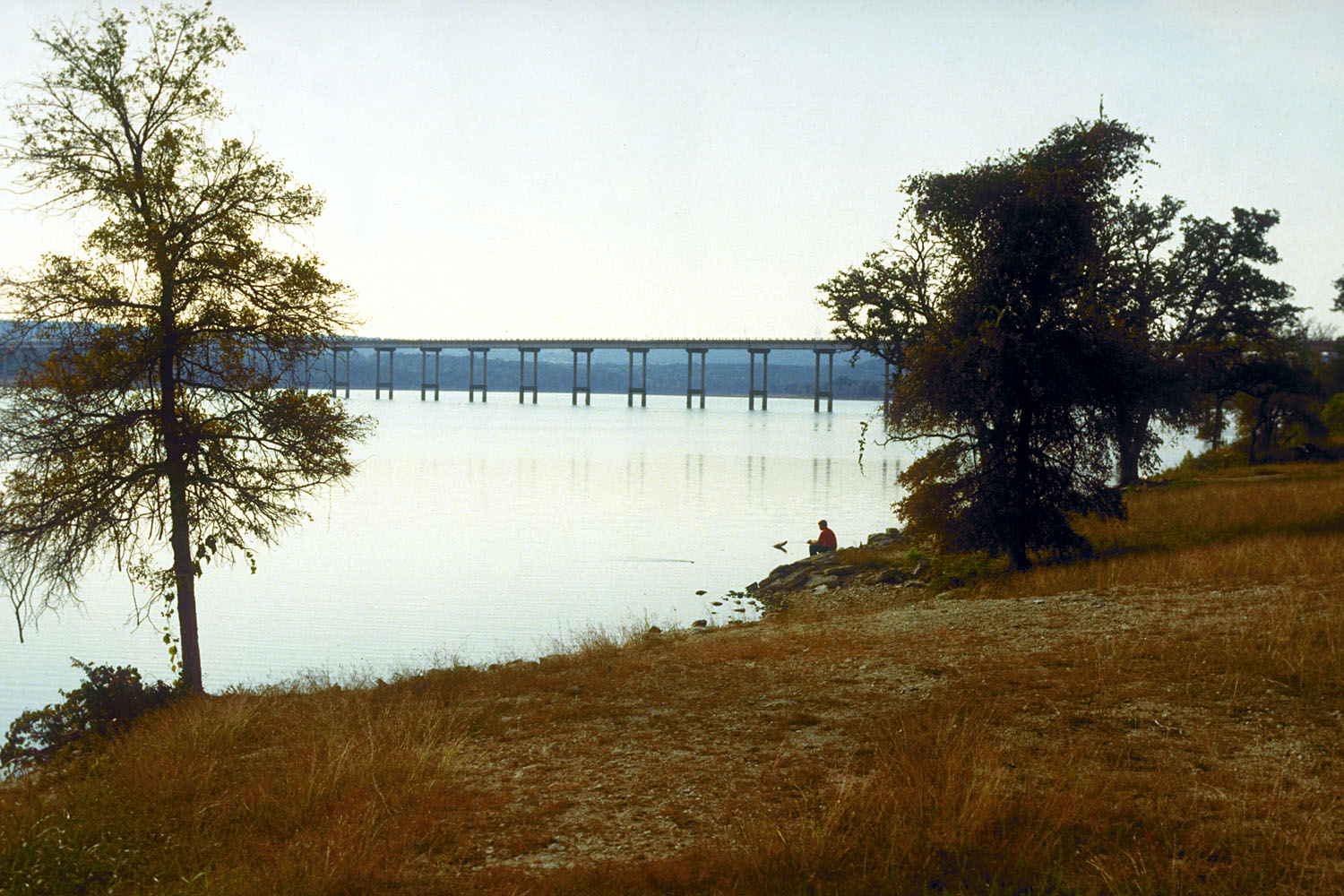
Міст за 20 км від Кілліна

Згідно з переписом 2010 року, у місті мешкала 127 921 особа в 48 052 домогосподарствах у складі 33 276 родин. Густота населення становила 910 осіб/км².  Було 53913 помешкання (384/км²).
Расовий склад населення:
| - 45,1 % — білих - 34,1 % — чорних або афроамериканців - 4,0 % — азіатів - 1,4 % — вихідців з тихоокеанських островів - 0,8 % — корінних американців - 7,9 % — осіб інших рас |

До двох чи більше рас належало 6,7 %. Частка іспаномовних становила 22,9 % від усіх жителів.
За віковим діапазоном населення розподілялося таким чином: 30,4 % — особи молодші 18 років, 64,4 % — особи у віці 18—64 років, 5,2 % — особи у віці 65 років та старші. Медіана віку мешканця становила 27,1 року. На 100 осіб жіночої статі у місті припадало 96,1 чоловіків;  на 100 жінок у віці від 18 років та старших — 92,9 чоловіків також старших 18 років.
Середній дохід на одне домашнє господарство  становив 56 910 доларів США (медіана — 47 763), а середній дохід на одну сім'ю — 61 593 долари (медіана — 51 950). Медіана доходів становила 38 369 доларів для чоловіків та 30 916 доларів для жінок. За межею бідності перебувало 15,2 % осіб, у тому числі 21,7 % дітей у віці до 18 років та 9,4 % осіб у віці 65 років та старших.
Цивільне працевлаштоване населення становило 51 367 осіб. Основні галузі зайнятості: освіта, охорона здоров'я та соціальна допомога — 21,1 %, публічна адміністрація — 18,8 %, роздрібна торгівля — 12,6 %, науковці, спеціалісти, менеджери — 11,7 %.